# Kardinalska imenovanja pape Aleksandra VIII.
Papa Aleksandar VIII. za vrijeme svoga pontifikata (1689. – 1691.) održao je 3 konzistorija na kojima je imenovao ukupno 14 kardinala.

## Konzistorij 7. studenoga 1689. (I.)
1. Pietro Ottoboni, referent Sudišta Apostolske signature pravde i milosti

## Konzistorij 13. veljače 1690. (II.)
1. Bandino Panciatici, jeruzalemski naslovni patrijarh, bilježnik Njegove Svetosti
2. Giacomo Cantelmo, cezarejski naslovni nadbiskup, izvanredni nuncij u Austriji
3. Ferdinando d'Adda, amasejski naslovni nadbiskup
4. Toussaint de Forbin de Janson, biskup Beauvaisa, Francuska
5. Giambattista Rubini, biskup Vicenze
6. Francesco del Giudice, klerik Apostolske komore
7. Giambattista Costaguti, klerik Apostolske komore
8. Carlo Bichi, saslušatelj Apostolske komore
9. Giuseppe Renato Imperiali, glavni blagajnik Apostolske komore
10. Luigi Omodei, iuniore, klerik Apostolske komore
11. Gianfrancesco Albani, tajnik za apostolska pisma[a]

## Konzistorij 13. studenoga 1690. (III.)
1. Francesco Barberini, mlađi, saslušatelj Apostolske komore
2. Lorenzo Altieri, apostolski protonotar